# Spathius obesus
Spathius obesus är en stekelart som först beskrevs av Günther Enderlein 1912.  Spathius obesus ingår i släktet Spathius och familjen bracksteklar. Inga underarter finns listade i Catalogue of Life.